# ريمون هود

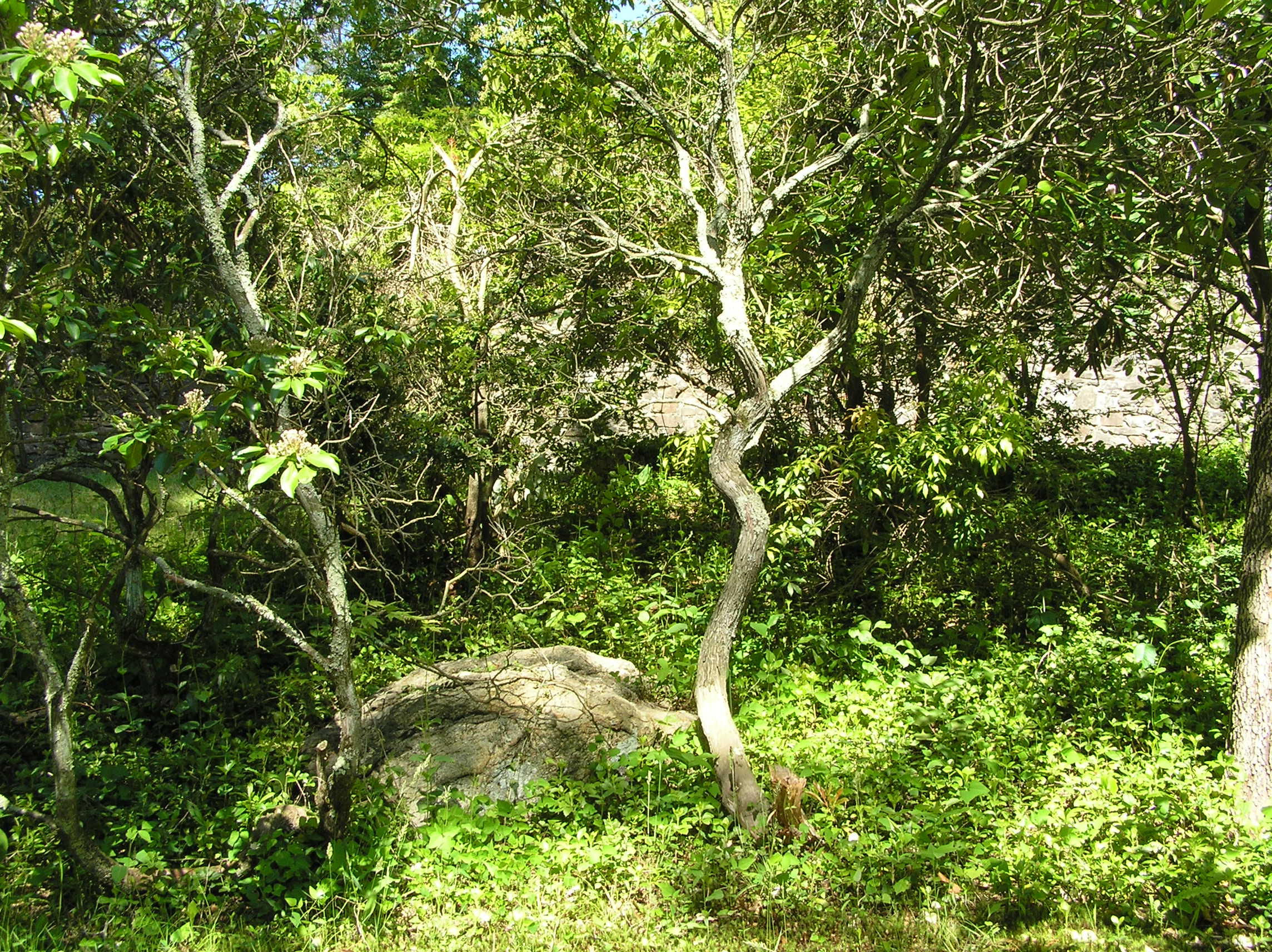
The unmarked mountain laurel gravesite of Raymond Hood in مقبرة سليبي هالو

ريمون ماثيوسون هود (بالإنجليزية: Raymond Mathewson Hood)‏ 14 أغسطس 1934 29 مارس 1881 المهندس المعماري الأمريكي الذي كان يعمل بنمط فن ديكو.

## أهم أعماله
تصميم كل من الابراج:
- برج تريبيون، شيكاغو، إلينوي 1924
- بناء المشعاع الأمريكية، المعروف أيضا باسم مبنى القياسية الأمريكية، مانهاتن، مدينة نيويورك 1924
- محيط غابة كونتري كلوب، ميرتل بيتش، ساوث كارولينا 1926-1927
- نيويورك دايلي نيوز مبنى مانهاتن، مدينة نيويورك 1929
- معبد ماسوني، سكرانتون بولاية بنسلفانيا 1930
- مركز روكفلر، في مانهاتن، مدينة نيويورك، حيث كان هود مهندس معماري بارز في فريق تصميم كبير. 1933-1937
- مبنى ماكجرو هيل، مانهاتن، مدينة نيويورك 1931

## روابط خارجية
- ريمون هود على موقع الموسوعة البريطانية (الإنجليزية)
- ريمون هود على موقع إن إن دي بي (الإنجليزية)